# 特羅斯內
49°46′55″N 36°9′40″E / 49.78194°N 36.16111°E
特羅斯內（烏克蘭語：Тросне）是位於烏克蘭東部的村莊，由哈爾科夫州丘胡伊夫区的茲米伊夫市鎮負責管轄。該村始建於1680年，面積0.12平方公里，海拔高度126米，2001年人口66，人口密度每平方公里550人。